# موستری
موستِری نامی است که باستان‌شناسان به مجموع صنعت‌های ساختن ابزار سنگی (بازالت/چخماق) در عصر پارینه‌سنگی میانی داده و در ایران دوران ساخت این نوع ابزارهای چخماقی را دورهٔ موستری گفته‌اند. سنگی معروف به موستری بعد از حفاری سامانه‌های باستانی موستر در فرانسه وارد ادبیات باستان‌شناسی گردید. این‌گونه ابزارها در اروپا، شمال آفریقا و آسیای غربی و مرکزی یافته شده‌اند و در حوزه‌های مختلف تفاوت‌هایی با هم دارند. همراه بعضی بقایای انسان‌های اولیه در منطقه‌ای که اسرائیل امروزی را تشکیل می‌دهد ابزارهای فرهنگ موستری یافت شده است. سنت، صنعت یا صنایع موستری را متناظر با دورهٔ انسان نئاندرتال گرفته‌اند و از آنجا که در بیشتر موارد بقایای انسانی به دست آمده مشخصاً از آنِ نئاندرتال‌هاست این برابرگیری می‌تواند درست باشد. هرچند باید افزود شماری از نئاندرتال‌های متأخر فرهنگ ابزارسازی متفاوتی داشته‌اند. وانگهی آغاز دورهٔ انسان نئاندرتال از یک سو و آغاز فرهنگ موستری از دیگر سو، ابهاماتی دارند.

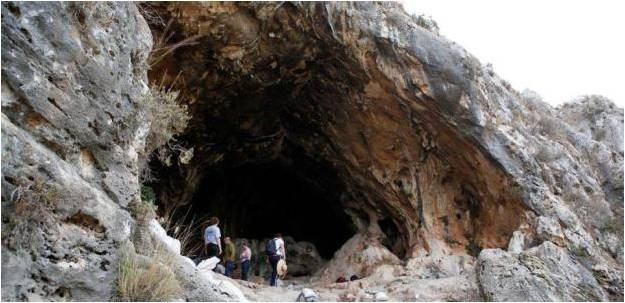
ورودی غار رقفت که بقایای موستریان در آن یافت شده است.

## نامگذاری
وجه تسمیه فرهنگ موستری دیده شدنش در محوطهٔ باستانی لاموستر (Le Moustier) در دوردون (Dordogne) فرانسه به صورت پناهگاه سنگی انسان‌های اولیه بوده است.

## مشخصات
موسترین اروپایی محصول نئاندرتال‌هاست. تقریباً از ۱۶۰۰۰۰ تا ۴۰۰۰۰ قبل از میلاد وجود داشت. ابزارهای سنگی موستری یا لیوالوازیه که در زمان زندگی انسان‌های نئاندرتال مورد استفاده قرار می‌گرفته است، از سنگ مادر یا هسته اصلی ساخته می‌شد. ابزارهای سنگی اشکال گوناگونی داشتند که شامل شکل بیضوی قبه دار است. قلوه سنگها برای ساییدن هر دو طرف ابزار مورد استفاده قرار می‌گرفت و در اثر این عمل برجستگی ظاهر می‌شد. ابزارهای سنگی لیوالوازیه در مراحل اولیه ناهموار بودند و شکل معینی نداشتند و تنها قطعاتی از سنگ بودند که لبه‌های تیز برای برش داشته‌اند. در مراحل ثانویه قطعاتی از سنگ مادر جدا می‌کردند و پس از پرداخت از آن استفاده می‌کردند. شکل شاخص این‌گونه ابزارها مثلثی بوده است که جهت سوار کردن بر زوبین مورد استفاده قرار می‌گرفت.
مهم‌ترین وجه این‌گونه ابزارهای سنگی گوناگونی و تنوع در شکل تیغه‌های سنگی است، ابزارهایی که شکل آن‌ها نزدیک به مثلث است. از این ابزارها به‌عنوان چاقوی دباغی یا مانند مته استفاده می‌شد. ابزارهای معروف به موستری از حدود ۷۰ هزار تا ۳۵ هزار سال مورد استفاده قرار می‌گرفته است. در آغاز پیدایش ابزارهای سنگی موستری سطوح اغلب آن‌ها ناهموار بوده که در مراحل ثانویه از ابزارهای سنگی با سطوح صاف استفاده شده است و اما نوع ابزارها تغییر نیافته است. صنایع سنگی موستری اخیر مته‌ها و نیزه‌ها را دربر می‌گیرد. شناخت ویژگی‌ٍهای صنعت موستری بر اساس نتایج کاوش‌ها و مطالعات متخصصان در فرانسه بوده است. این صنعت مراحل پیشرفته‌ای دارد که مهم‌ترین آن‌ها ابزارهای موستری نمونه‌های شناخته شده به کونا و ابزارهای موستری ساخته شده به سبک آشولی و سبک لیوالوازیه و تعدادی از تبرهای دستی هستند. در شمال آفریقا و خاور نزدیک، ابزارهای موسترین توسط انسان‌های مدرن از نظر آناتومی تولید می‌شد. برای مثال، در مدیترانهٔ شرقی، مجموعه‌های تولید شده توسط نئاندرتال‌ها از مجموعه‌های ساخته شده توسط انسان‌های مدرن نوع قافزه قابل تشخیص نیستند. قدمت صنعت موستریان در شمال آفریقا ۳۱۵۰۰۰ سال تخمین زده شده است.
1. ↑  Callaway, Ewen (20 August 2014). "Neanderthals: Bone technique redrafts prehistory". Nature. 512 (7514): 242. Bibcode:2014Natur.512..242C. doi:10.1038/512242a. ISSN 0028-0836. PMID 25143094. From the Black Sea to the Atlantic coast of France, these [Mousterian] artefacts and Neanderthal remains disappear from European sites at roughly the same time, 39,000–41,000 years ago, Higham's team conclude. The data challenge arguments that Neanderthals endured in refuges in the southern Iberian Peninsula until as recently as 28,000 years ago
2. 1 2 3  باستان‌شناسی پیش از تاریخ بین‌النهرین، حسن طلایی، ۱۳۹۰، تهران، سازمان مطالعه کتب علوم انسانی و دانشگاه‌ها (سمت)، چاپ؟ ص ۳۱ و ۳۲
3. ↑  Shaw, Ian; Jameson, Robert, eds. (1999). A Dictionary of Archaeology. Blackwell. p. 408. ISBN 0-631-17423-0. Retrieved 1 August 2016. "the classic Mousterian can be identified after perhaps 160,000 BP and lasts until c. 40,000 BP in Europe.".
4. ↑  Dibble, Harold L. ; McPherron, Shannon P. (October 2006). "The Missing Mousterian". Current Anthropology. 47 (5): 777–803. doi:10.1086/506282. S2CID 145362900.
5. ↑  Shea, J. J. (2003). "Neandertals [sic], competition and the origin of modern human behaviour in the Levant". Evolutionary Anthropology. 12: 173–187. doi:10.1002/evan.10101. S2CID 86608040.
6. ↑  Richter, Daniel; Grün, Rainer; Joannes-Boyau, Renaud; Steele, Teresa E. ; Amani, Fethi; Rué, Mathieu; Fernandes, Paul; Raynal, Jean-Paul; Geraads, Denis (2017-06-07). "The age of the hominin fossils from Jebel Irhoud, Morocco, and the origins of the Middle Stone Age". Nature. 546 (7657): 293–296. Bibcode:2017Natur.546..293R. doi:10.1038/nature22335. ISSN 0028-0836. PMID 28593967. S2CID 205255853.